# Suziann Reid
Pour les articles homonymes, voir Reid.
Suziann Reid (née le 14 janvier 1977 à Kingston en Jamaïque) est une athlète américaine d'origine jamaïquaine spécialiste des épreuves de sprint, notamment du 400 mètres.

## Carrière
Née à Kingston, en Jamaïque, Suziann déménage aux États-Unis à l'âge de onze ans et fréquente le lycée Eleanor Roosevelt dans le Maryland. Elle commence le cross-country à l'âge de 14 ans puis rejoint l'équipe d'athlétisme en salle. Elle remporte un doublé de 400 mètres et de 800 mètres au championnat des lycées de l'État du Maryland en 1992. Au niveau national, elle remporte le 400 m aux championnats nationaux scolaires en salle en 1994 et 1995.
Elle obtient une bourse sportive pour fréquenter l'Université du Texas à Austin et rejoint l'équipe d'athlétisme collégiale Texas Longhorns. Médaillée lors de différents compétitions nationales en 400 mètres et 4 x 400 mètres, elle représente les États-Unis aux Championnats du monde juniors d'athlétisme de 1996 et remporte la médaille d'argent derrière Andrea Burlacu. Elle remporte la médaille d'or NCAA du 400 mètres en 1996, 1998 et 1999 ainsi que nombreuses autres médailles aux championnats en salle de la NCAA. Elle participe aux quatre titres consécutifs de relais NCAA 4 × 400 m de 1996 à 1999 des Longhorns. Pour sa carrière universitaire, elle reçoit le prix Honda Broderick (maintenant le Honda Sports Award) en tant qu'athlète féminine d'athlétisme de l'année en 1999.
Elle participe aux championnats du monde d'athlétisme en 1999 à Séville. Eliminée en demi-finale du 400 mètres, elle remporte la médaille d'argent avec l'équipe de relais 4 x 400 mètres derrière la Russie. En 2000, elle obtient son premier titre national sur 400 mètres en salle aux Championnats d'athlétisme des États-Unis, titre qu'elle double en 2001. En 4 x 400 mètres, elle gagne de nombreuses médailles au niveau national. Elle participe aux Championnats du monde en 2001, laisse tomber le témoin et l'équipe américaine du 4 x 400 mètres termine à la 4ème place. Une équipe composée de Collins, Crystal Cox, Reid et Hennagan remporte les médailles d'argent derrière l'équipe des Amériques à la Coupe du monde IAAF 2002. Aux Championnats du monde d'athlétisme de 2005, Suziann Reid termine à la 6ème place du 400 mètres et son équipe du 4 x 400 mètres est disqualifiée à la suite d'une violation de ligne dans la phase éliminatoire. Elle prend sa retraite après cette compétition.

### Palmarès
| Date | Compétition                  | Lieu     | Résultat | Épreuve               | Performance   |
| ---- | ---------------------------- | -------- | -------- | --------------------- | ------------- |
| 1996 | Championnats du monde junior | Sydney   | 2e       | 400 mètres            | 53 s 17       |
| 1999 | Championnats du monde        | Séville  | 2e       | Relais 4 × 400 mètres | 3 min 22 s 09 |
| 2001 | Championnats du monde        | Edmonton | 4e       | Relais 4 × 400 mètres | 3 min 26 s 88 |
| 2002 | Finale du Grand Prix IAAF    | Paris    | 7e       | 400 mètres            | 53 s 28       |
| 2002 | Coupe du monde des nations   | Madrid   | 2e       | Relais 4 × 400 mètres | 3 min 24 s 67 |

### Records
| Épreuve    | Performance | Lieu       | Date           |
| ---------- | ----------- | ---------- | -------------- |
| 100 mètres | 12 s 04     | Hermosillo | 21 mai 2005    |
| 200 mètres | 23 s 15     | Austin     | 17 avril 1999  |
| 400 mètres | 50 s 74     | Lausanne   | 2 juillet 1999 |